# Alto do Rodrigues
Alto do Rodrigues là một đô thị thuộc bang Rio Grande do Norte, Brasil. Đô thị này có diện tích 191,311 km², dân số năm 2007 là 10424 người, mật độ 54,5 người/km².